# Raúl Pedro Fernícola
Raúl Pedro Fernícola (Misiones – Buenos Aires, 2 de abril de 2009) fue un médico rural, cirujano y dirigente político argentino. Se radicó desde joven en la localidad de Valcheta (provincia de Río Negro), donde se convirtió en referente médico y comunitario durante más de cuatro décadas. En su honor, el hospital público de la ciudad lleva su nombre: Hospital Área “Dr. Raúl Pedro Fernícola”.

## Trayectoria médica
Nacido en Misiones, Fernícola se trasladó a Valcheta, donde ejerció la medicina rural en condiciones precarias. Se destacó por realizar cirugías complejas sin los recursos tecnológicos actuales; en ocasiones, operaba con luz de faroles y financiaba tratamientos para pacientes sin recursos.
Fue médico policial, funcionario del Ministerio de Salud provincial y director del hospital de Valcheta.[cita requerida]

## Actividad política
También participó activamente en la política local. Fue:
- Intendente municipal de Valcheta
- Concejal
- Miembro de la convención constituyente que redactó la carta orgánica municipal

Perteneció al Partido Provincial Rionegrino.

## Reconocimientos
Recibió numerosas distinciones a nivel nacional y regional:
- Segundo lugar en el Premio Nacional al Médico Rural (el primero fue el Dr. René Favaloro)
- Miembro de Honor de la Asociación Médica Argentina
- Premio Ministro Ezequiel Ramos Mexía, otorgado por el Tren Patagónico

## Legado humano
Fernícola era reconocido por su trato afectuoso y su entrega. Leía, escuchaba música y mantenía un vínculo directo con los pacientes. Según relatos locales, una paciente se recuperó milagrosamente tras recibir su "toque sanador".

## El hospital que lleva su nombre
Tras su fallecimiento el 2 de abril de 2009, la Legislatura de Río Negro sancionó la Ley N.º 4434, designando al hospital público de Valcheta como Hospital Área “Dr. Raúl Pedro Fernícola” en reconocimiento a su labor.

## Vida personal
Estuvo casado con Fatme Sale, una de las primeras mujeres en estudiar odontología en Argentina. Tuvo tres hijos: Raúl, Fabiana y Alejandra Fernicola.
Sus nietos son:
- María Florencia Fernicola Díaz
- María Eugenia Fernicola Díaz
- Facundo Fernicola Luczasty
- Ramiro Fernicola Luczasty
- Agustina Montemurri Fernicola
- David Montemurri Fernicola

## Parentesco destacado
Era hermano de Elena Aída Fernícola (n. 1912), docente y política peronista electa como diputada nacional en 1951.[cita requerida] Fue una de las primeras mujeres parlamentarias del país y participó activamente en la provincialización de Misiones y en la resistencia peronista posterior a 1955.